# Rosemaling

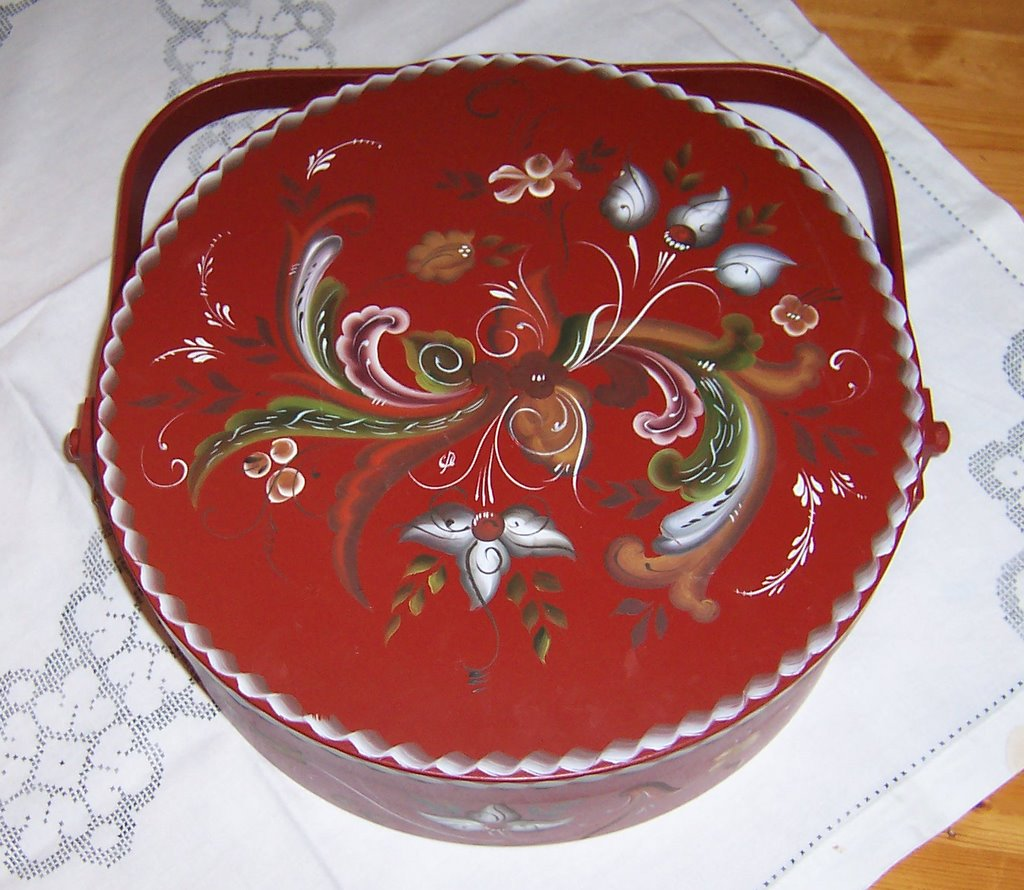
Lonchera de madera decorada con rosemaling.

El rosemaling (en noruego, pintura de rosas) es un estilo de pintura ornamental que fue común en varias localidades rurales de Noruega entre 1740 y 1860 aproximadamente, especialmente en la provincia de Telemark y el valle de Hallingdal, pero también en Numedal, Setesdal y en algunos valles de las provincias de Vest-Agder, Hordaland, Sogn og Fjordane y Rogaland. Es una adaptación del rococó y el barroco al arte popular. 
En Suecia, el rosemaling comenzó a llamarse dalmålning, hacia 1901, por la región donde había sido más popular, y kurbitsmålning (kurbits), en la década de los años 1920, por un rasgo característico, pero en Noruega, el antiguo nombre todavía predomina al lado de otros términos para las variantes locales.
Los motivos del rosemaling son sobre todo formas florales y foliares planas, que conforman elegantes trazos en forma de S y C, con combinaciones cromáticas fuertes y frecuentemente refinadas. Se emplea en decoración de interiores, en puertas, muebles y diversos utensilios de madera. El estilo de sus formas fue también copiado en joyería y en el bordado de trajes regionales.
Este tipo de decoración se considera hoy día como parte del arte popular noruego, y su tradición se mantiene viva en talleres artesanales de varios pueblos.
- Datos: Q1046725
- Multimedia: Rosemaling / Q1046725